# Hendrik Tillema
Hendrik Freerk Tillema (Echten, 5 juli 1870 – Bloemendaal, 26 november 1952) was een Nederlandse apotheker, fabrikant, fotograaf en ijveraar voor een betere gezondheidszorg in Nederlands-Indië.

## Leven en werk
Tillema bezocht de driejarige Hogereburgerschool in Heerenveen en studeerde daarna farmacie, eerst in Leiden en daarna in Groningen. Hij werkte bij een apotheek in Bolsward en vertrok in 1896 naar Nederlands-Indië. Daar werkte hij bij de Samarangsche-Apotheek in Semarang, die hij drie jaar later kon overnemen. Al snel werd hij fabrikant van limonades, waarmee hij een fortuin vergaarde.

Tillema werd in 1910 lid van de gemeenteraad in Semarang. De cholera-epidemie in 1910 maakte veel indruk op hem en inspireerde hem tot zijn levenslange strijd voor een betere infrastructuur op het gebied van huizen en gezondheid (o.a. waterleiding en riolering). Zijn verkiezingleus luidde: 'Weg met de malaria! Daarom stemt op Tillema!' In 1914 vertrok Tillema met zijn familie terug naar Nederland. Decennia lang bleef hij in diverse publicaties voor een betere hygiënie ijveren. Van 1916 / 1923 schreef hij de 6 delen KromoBlanda met in totaal 2126 pagina's en geïllustreerd met foto's. Hij gaf die boeken in eigen beheer uit, en gebruikte zelfgemaakte foto's ter illustratie van zijn betoog en stuurde deze op eigen kosten naar de Staten Generaal, de Regering en belangstellenden. In 1923 betrok Tillema met zijn gezin Villa Semarang in Bloemendaal. Over een reis die hij in 1924-25 door Indonesië maakte, schreef hij het boek Zonder tropen geen Europa!
Tillema maakte drie grote reizen door Indonesië. Zijn tweede en derde reis gingen ook door Borneo, waar hij veel foto's en films maakte. Dat resulteerde ook in een film van meer dan een uur en een boek vol foto's, Apo-Kajan. Een filmreis naar en door Centraal-Borneo (1938). In 1940 ontving Tillema een eredoctoraat van de Rijksuniversiteit Groningen in de geneeskunde, voor zijn jarenlange "inzet voor betere hygiënische woonomstandigheden in Nederlandsch Oost-Indië". Foto's van Tillema bevinden zich in het Tropenmuseum Amsterdam, de Universiteitsbibliotheek Leiden (KITLV-collectie), maar de hoofdmoot, vele duizenden foto's en typoscripten, bevindt zich in het Wereldmuseum Leiden.

## Familie
Hij was zoon van onderwijzer Sikke Tillema en Jantje Kluitenberg. Zelf trouwde hij met onderwijzeres Anna Sophia Weehuizen (soms vermeld als medeauteur van zijn werk). Zij mocht met toestemming van de GG als toehoorster de vijfjarige H.B.S. bezoeken (eindexamen 1897 te Batavia). Een van hun zonen kreeg opnieuw de naam Sikke; hij werd arts en was getrouwd met assistent polikliniek Binnengasthuis en kinderarts Anna van Ormondt. Ook dochter Elsje Tillema werd kinderarts en trouwde met de jonge chirurg Pieter Leguit uit het Binnengasthuis.

## Eerbetoon
Tillema was officier in de Orde van Oranje Nassau (sinds 1914) en ridder in de Orde van de Nederlandse Leeuw (sinds 1939). Semarang vernoemde een plein naar hem, dat later hernoemd werd tot JL Taman Sudirman. Aan het zuidelijk eind van het plein ligt Ereveld Candi, ook wel bekend als Ereveld Tillemaplein. In de jaren 50 had Semarang ook een monument in de vorm van een zitbank met zijn naam.

## Enkele foto's van Tillema

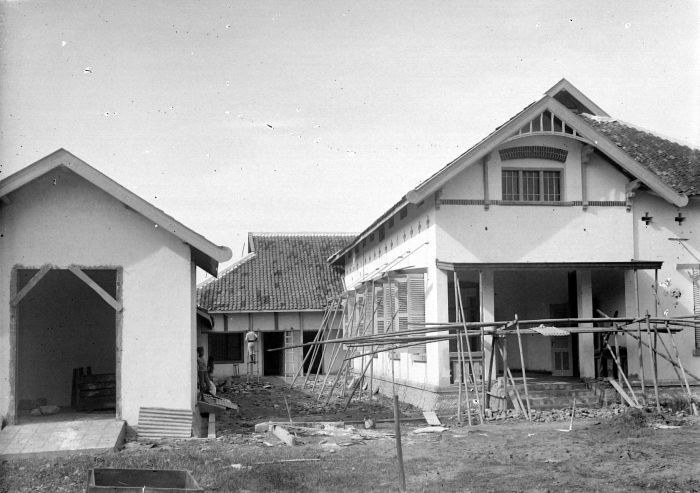
Villapark in Semarang in aanbouw (ca. 1910)
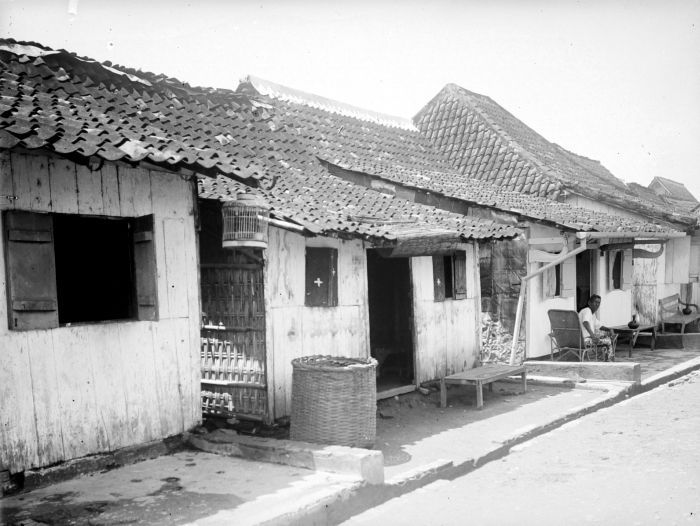
Kampong in Semarang
Dajak roeiers tijdens de expeditie in Oost-Borneo (1931-32)
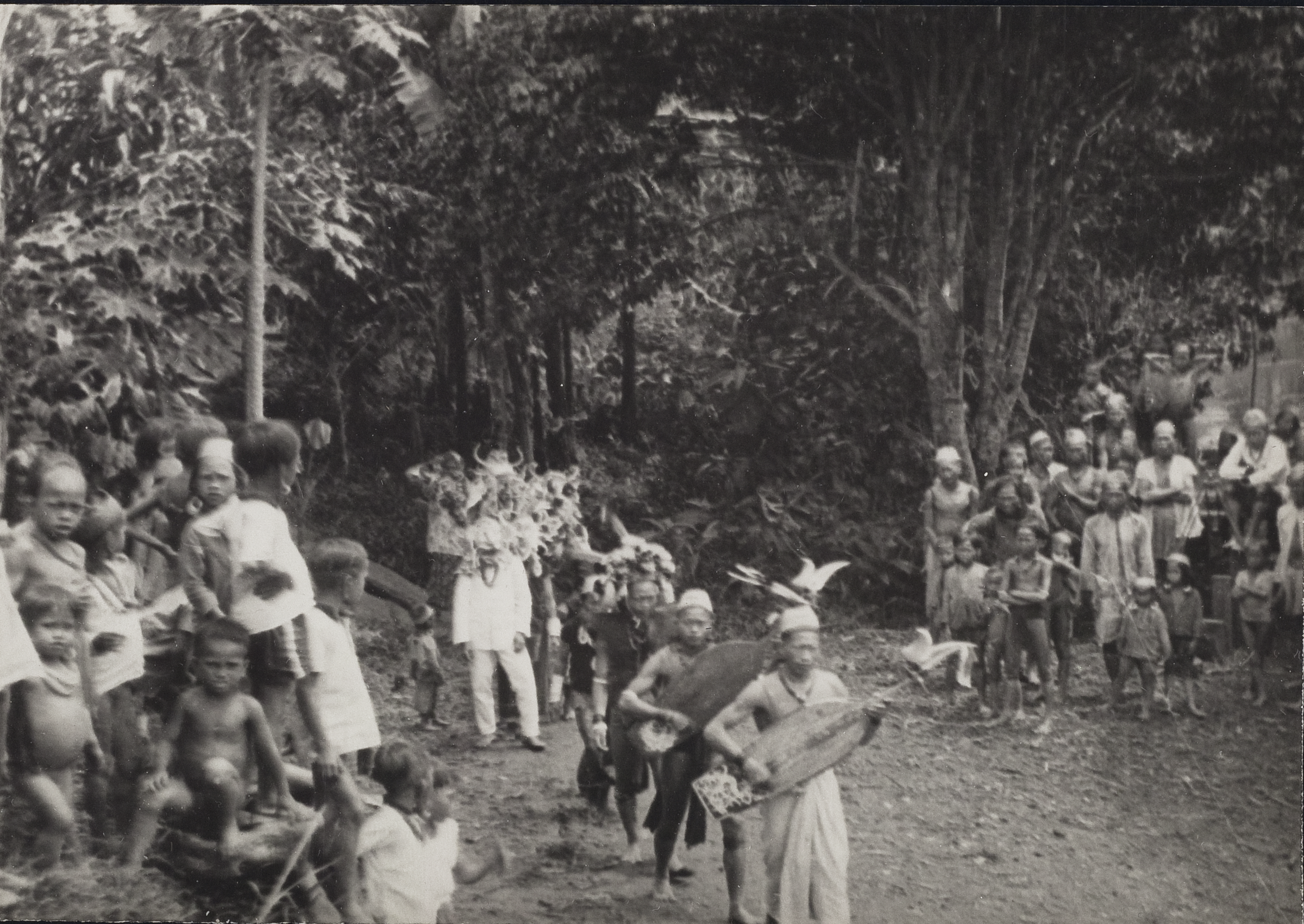
Kenja maskerdans op Oost-Borneo
Zetten van een tatoeage op Oost-Borneo (1931-32)

## Publicaties
- H.F. Tillema: A journey among the peoples of central Borneo in word and picture. Ed. and with an introd. by Victor T. King. Singapore, Oxford University Press, 1989. ISBN 0-19-588936-3. (Vert. van: Apo-Kajan. Een filmreis naar en door Centraal-Borneo (1938)
- H.F. Tillema: Apo-Kajan. Een filmreis naar en door Centraal-Borneo. Amsterdam, Van Munster, 1938. (Digitale versie in Delpher)
- H.F. Tillema: Zonder tropen geen Europa!. Bloemendaal, 1926. (Digitale versie in Delpher)
- H.F. Tillema: "Kromoblanda". Over 't vraagstuk van "het wonen" in Kromo's groote land. (6 dln.) 's-Gravenhage, Uden Masman, 1915-1923 (Digitale versie in Deplher)

## Publicaties over Tillema
- Wim Rosema & Carinda Strangio: De nalatenschap van Hendrik Freerk Tillema (1870-1952) in het Rijksmuseum voor Volkenkunde . Leiden, 2017. Geen ISBN
- Ewald Vanvugt: Een propagandist van het zuiverste water. H.F. Tillema (1870-1952) en de fotografie van tempo doeloe. Amsterdam, Uitgeverij Jan Mets, 1993. ISBN 90-5330-092-9